# With a Little Help from My Friends (musikalbum)
With a Little Help from My Friends är Joe Cockers debutalbum, döpt efter hans genombrottscover. Skivan lanserades i april 1969. Ungefär hälften av låtarna på skivan är kraftigt omarbetade covers, och hälften egna kompositioner som Cocker skrev tillsammans med Chris Stainton. Bland övriga kända musiker som medverkar på skivan kan nämnas Jimmy Page, Steve Winwood och Albert Lee. Titelspåret toppade singellistan i Storbritannien, i USA blev det endast en blygsam placering 68 på Billboard Hot 100. Albumet sålde däremot bättre i USA än i England.

## Låtlista
(kompositör inom parentes)
1. "Feelin' Alright" (Dave Mason) – 4:10
2. "Bye Bye Blackbird" (Ray Henderson, Mort Dixon)  – 3:27
3. "Change in Louise" (Joe Cocker, Chris Stainton)  – 3:22
4. "Marjorine" (Joe Cocker, Chris Stainton)  – 2:38
5. "Just Like a Woman" (Bob Dylan)  – 5:17
6. "Do I Still Figure in Your Life" (Pete Dello)  – 3:59
7. "Sandpaper Cadillac" (Joe Cocker, Chris Stainton)  – 3:16
8. "Don't Let Me Be Misunderstood" (Gloria Caldwell, Sol Marcus, Bennie Benjamin)  – 4:41
9. "With a Little Help from My Friends" (John Lennon, Paul McCartney)  – 5:11
10. "I Shall Be Released" (Bob Dylan)  – 4:35

## Listplaceringar
- Billboard 200, USA: #35[1]